# Evrokrat
Evrokrát (skovanka besed Evropa in birokrat) je »uslužbenec upravne komisije Evropske unije« ali širše vsak uradnik Evropske unije. Izraz je skoval Richard Mayne, novinar in osebni pomočnik prvega predsednika Komisije, Walterja Hallsteina, leta 1961.
Obstajajo tri glavne vrste evrokratov. Prvi so politični imenovanci, kot so evropski komisarji ali poslanci Evropskega parlamenta. Drugi so funkcionarji, torej stalno osebje, ki tvori večino evropskih institucij. Obstajata dve kategoriji funkcionarjev: pomočniki in skrbniki. Prvi opravljajo »tajniške« vloge, medtem ko imajo drugi bolj politične ali vodstvene odgovornosti. Tretja kategorija so pogodbeni zastopniki. Ti nimajo pogodbe o zaposlitvi z enakimi pogoji kot funkcionarji. Njihova pogodba o prvi zaposlitvi je časovno omejena in šele po večkratnih podaljšanjih se lahko ta pogodba trajno podaljša. Evrokrati praviloma prihajajo iz vseh držav članic Evropske unije. Glavni organ, ki izbira osebje za zaposlovanje v evropskih institucijah, je EPSO.
Dandanes izraz evrokrat zajema osebje vseh institucij EU in ne le osebja Evropske komisije.
Čeprav ima izraz za nekatere lahko negativne konotacije, strokovnjaka za Evropsko unijo in njene institucije Didier Georgagakakis in Jay Rowell uporabljata koncept evrokracije kot način za opis in analizo interakcij med akterji in strokovnjaki EU.